# 1988 RF7
1988 RF7 är en asteroid i huvudbältet som upptäcktes den 2 september 1988 av den belgiske astronomen Henri Debehogne vid La Silla-observatoriet.
Den har den diameter på ungefär 4 kilometer.